# Chochas
Las chochas, también conocidas como pita, es un platillo típico de Tamaulipas cocinado con las flores de la palma de yuca.

## Preparación
Muchos platillos de la cocina tamaulipeca provienen de influencias del mestizaje usando productos de la región entre los cuales destacan las flores de palma, de las cuales existen las variedades: la de pita, la de palma barreta y la de palma serrana, el periodo de recolección es de dos meses: enero y febrero.
El guiso básico se prepara con manteca de puerco, ajo, comino y chile piquín, existe la variante con pico de gallo. También hay que le agrega costilla de puerco o carne de venado.
Otra opción es rellenar una gordita de maíz de chochas con huevo. 
En el periodo vacacional de Semana Santa, en las localidades del antiguo cuarto distrito del estado de Tamaulipas, es consumido como parte de las costumbres religiosas del periodo de cuaresma.